# Santiago de Chiquitos
Santiago de Chiquitos es una localidad boliviana ubicada en el municipio de Roboré de la provincia de Chiquitos dentro del departamento de Santa Cruz. Cuenta con una población de 1927 habitantes (2012) y es conocida por estar dentro de la Reserva municipal de vida silvestre valle de Tucabaca, que incluye el Valle de Tucabaca y la Serranía de Santiago como atractivos naturales altamente turísticos.
Fue fundada como misión jesuítica en 1754, lo que la convierte en la localidad más antigua del municipio de Roboré.

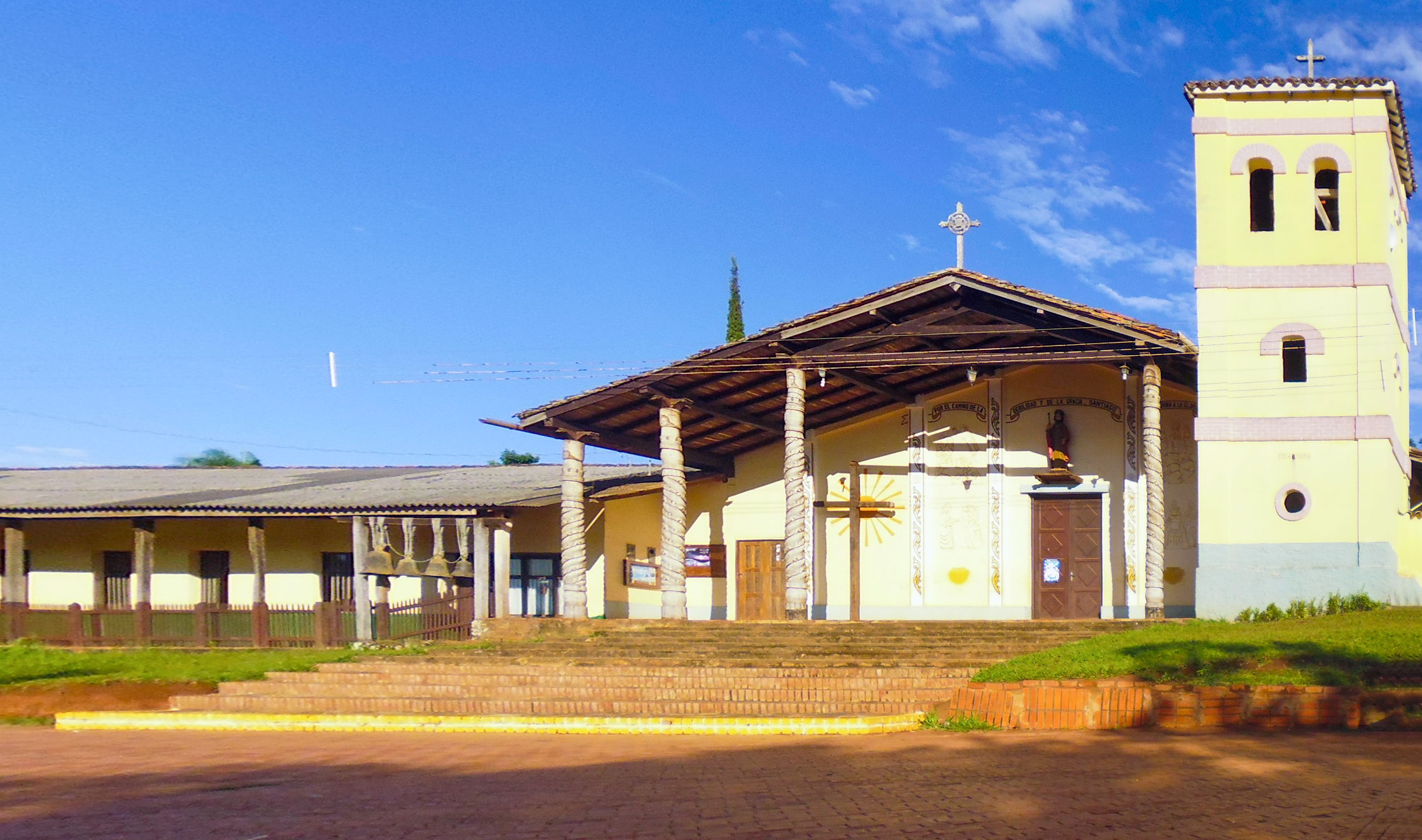
Iglesia de Santiago de Chiquitos

## Historia

### Fundación
Antes de la colonia, el área de la actual Santiago de Chiquitos era habitada por pueblos indígenas como los guarañocas y tapiis.
La historia de Santiago empieza en 1753 a través del padre Miguel Streicher, superior en Chiquitos, quien ve por conveniente crear y fundar una nueva reducción jesuítica, entre San José y San Juan y más próxima al río Paraguay. De esta manera al año siguiente comenzó con la fundación del pueblo a cargo de los padres: Gaspar Fernández de Campos y Gaspar Troncoso que iniciaron la fundación en 1754, con el nombre de Santiago Apostól.
El pueblo de Santiago de Chiquitos tuvo por lo menos tres traslados dentro del periodo jesuítico. La primitiva parcialidad de indígenas antes de ser fundado Santiago Apóstol estaba asentado en las cercanías de la comunidad Florida, donde se produjo la primera formación del pueblo misional que luego fue trasladado a las cercanías de Aguas Calientes, hasta que en 1767 se consolidó por última vez en el lugar donde actualmente se encuentra.

### Época republicana
Alrededor de 1801 se incendió el colegio del pueblo, consumiendo todo el establecimiento, dejando solamente la iglesia como último edificio construido por los jesuitas.
En 1831 visitó el pueblo el naturalista francés Alcides D’Orbigny, que reportó que en aquel entonces lo habitaban 1234 personas. La mitad de ellas eran indígenas guarañoca, y el resto estaba compuesto de chiquitos y tapiis mezclados.

## Transporte
Santiago de Chiquitos se ubica a 467 kilómetros por carretera al este de Santa Cruz de la Sierra, la capital del departamento.
Desde Santa Cruz, la carretera nacional pavimentada Ruta 4 conduce hacia el este, pasando por Cotoca, Pailón y San José de Chiquitos, hasta Roboré y luego a Puerto Suárez en la frontera con Brasil. Ocho kilómetros al sureste de Roboré, un camino de asfaltado se desvía de la Ruta 4 en dirección noreste y llega a Santiago de Chiquitos después de 14 km.

## Demografía
La población de la localidad ha aumentado casi a la mitad en las últimas dos décadas:
| Año  | Habitantes | Fuente |
| ---- | ---------- | ------ |
| 1992 | 1345       | Censo  |
| 2001 | 1258       | Censo  |
| 2012 | 1927       | Censo  |
| 2024 |            | Censo  |

## Cultura
Santiago de Chiquitos mantiene viva sus tradiciones del Cabildo Indígena, de sus fiestas patronales y religiosas. La fiesta patronal se festeja el 25 de julio de cada año.
El Coro y Orquesta Misional de Santiago de Chiquitos está formado por niños, adolescentes y jóvenes artistas que interpretan algún instrumento para así mantener viva la música misional y autóctona de la localidad. El grupo está disponible para brindar conciertos a los visitantes quienes también pueden observar sus clases y ensayos de lunes a viernes en el patio de la parroquia.
El pueblo se caracteriza por la tradición musical heredada de los jesuitas, contando con la Escuela de Música Barroca Chiquitana de Santiago que imparte formación musical a niños y jóvenes que tocan habitualmente en el marco de la iglesia misional. Anualmente se celebra en Santiago el último fin de semana de enero el Festival Arte para la Conservación (ConservArte), evento que invita, a través de diferentes manifestaciones artísticas y culturales, a conservar el Valle de Tucabaca.
En 2020 se entregó la remodelación de la iglesia del pueblo, impulsado por el gobierno departamental con una inversión de Bs. 1,4 millones.

## Galería

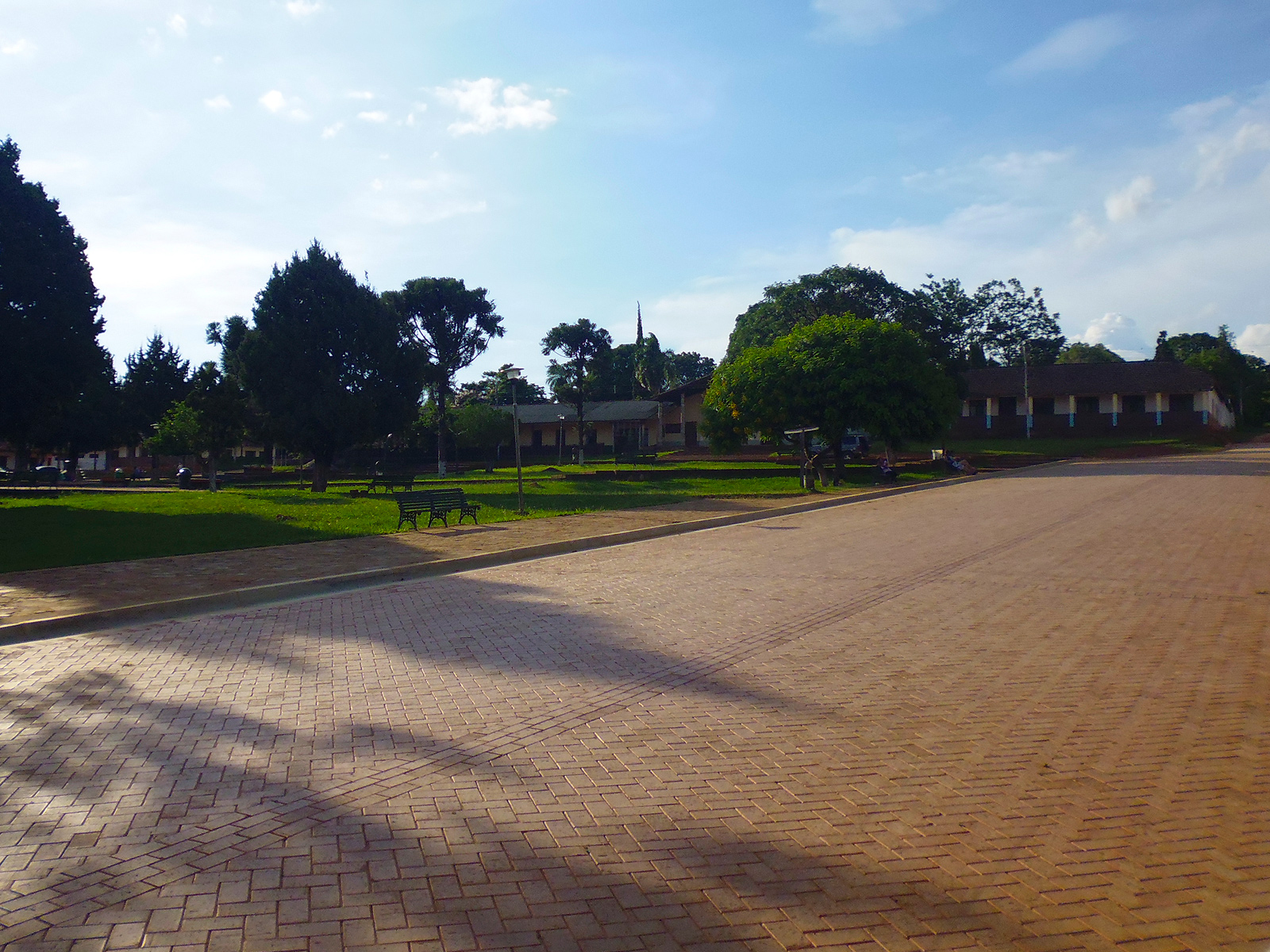
La plaza y calles de Santiago de Chiquitos desde un rincón
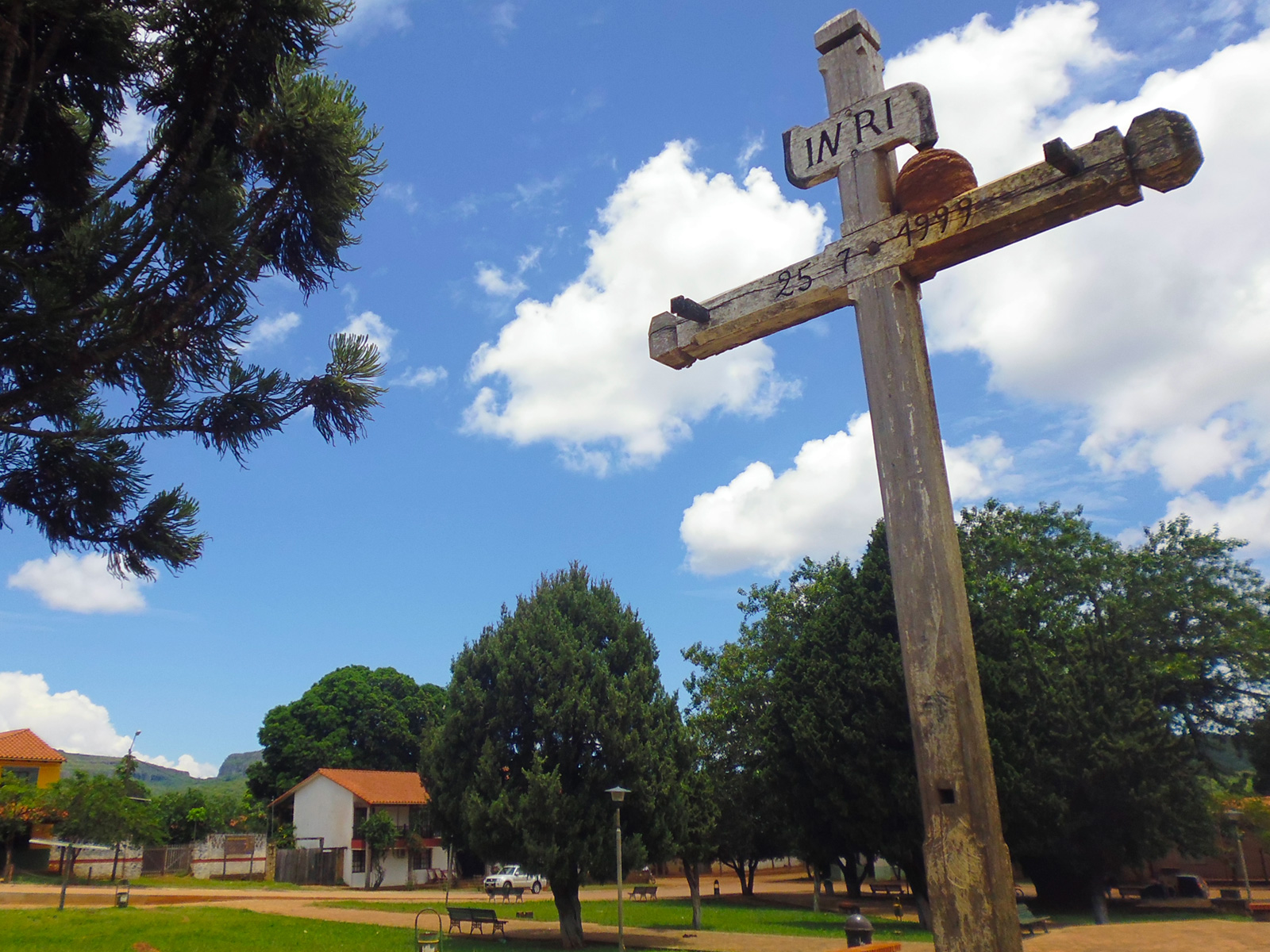
Cruz de madera en la plaza de Santiago de Chiquitos
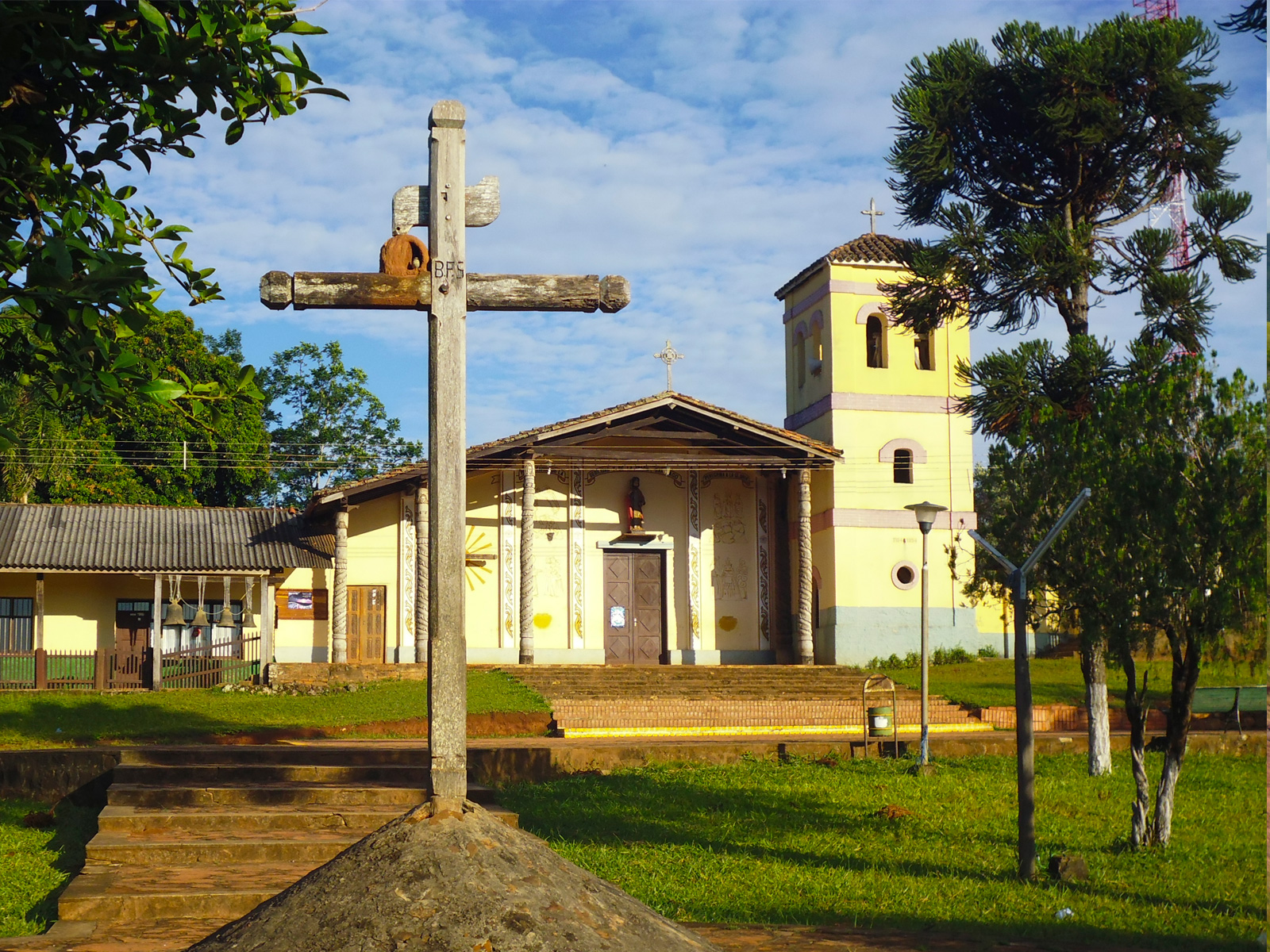
La iglesia jesuítica de Santiago de Chiquitos, patrimonio cultural del lugar
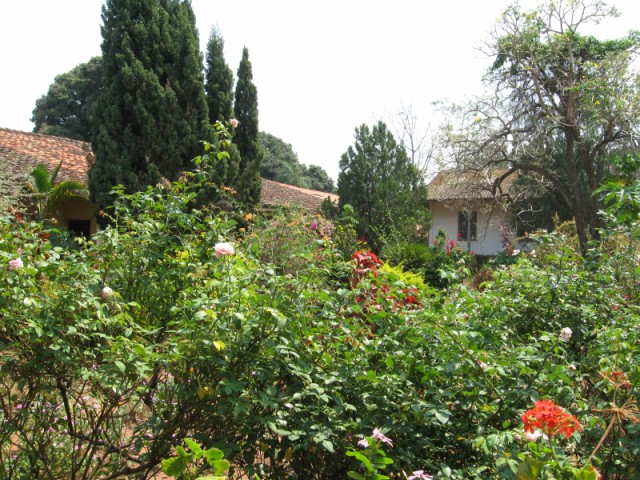
Jardín de la iglesia jesuítica de Santiago de Chiquitos